# Shepherdia argentea
Шефердія срібляста (Shepherdia argentea) - рід рослин родини Маслинкові.

## Назва
Відомий під назвою срібна ягода буйвола (англ. silver buffaloberry),  бичачі ягоди, або терниста ягода буйвола.
Назва рослини на мові шошонів - ань-ка-мо-до-нуп.

## Будова
Shepherdia argentea - листяний чагарник, що виростає на 2-6 метрів заввишки. Листя розташовані парами протилежно (рідко розташовані по черзі), 2–6 см завдовжки, овальної форми із закругленою верхівкою, зеленого кольору з покривом тонкого сріблястого, шовковистого пуху, більш сріблястого та густо знизу, ніж зверху.
Квітки блідо-жовті, з чотирма чашолистиками, але без пелюсток. Рослина має чоловічі та жіночі особини.
Плід - яскраво-червона м'ясиста кістянка 5 мм в діаметрі; вона їстівна, але з досить гірким смаком. Два сорти, «Ксантокарпа» та «Голдені», утворюють жовті плоди.

## Екологія
Ягода - одна з опор раціону тетерука манітобського, провінційної птиці Саскачевану. Листя забезпечує важливий корм для оленів чорнохвостих  та білохвостих. Тернисті гілки чагарника та звички, що утворюють зарості, забезпечують притулок для багатьох дрібних видів тварин та ідеальне місце для гніздування для пісенних птахів.

## Поширення та середовище існування
Походить з Центральної та Західної Північної Америки, з Канадських прерій (Альберта, Саскачеван, Манітоба) на південь у США, аж до округу Вентура в Каліфорнії, а також на півночі Аризони та північно-західній частині Нової Мексики.
В Україні 1926 року сіянці були посаджені у Києві академіком Кащенко М. Ф. в Акліматизаційному саді.

## Практичне використання
Як і Shepherdia canadensis, Shegendia argentea історично використовувались в харчуванні, як ліки та барвник. В обрядах використовувалася для церемоній в ініціації дівчат.
У Великому басейні ягоди їли в сирому вигляді і сушили на зиму, але частіше готували в ароматизованому соусі до м’яса зубрів. Ягода буйвола була основною їжею для деяких американських індіанських народів, які їли їх в пудингах, желе і в сирому або сушеному вигляді.

## Галерея

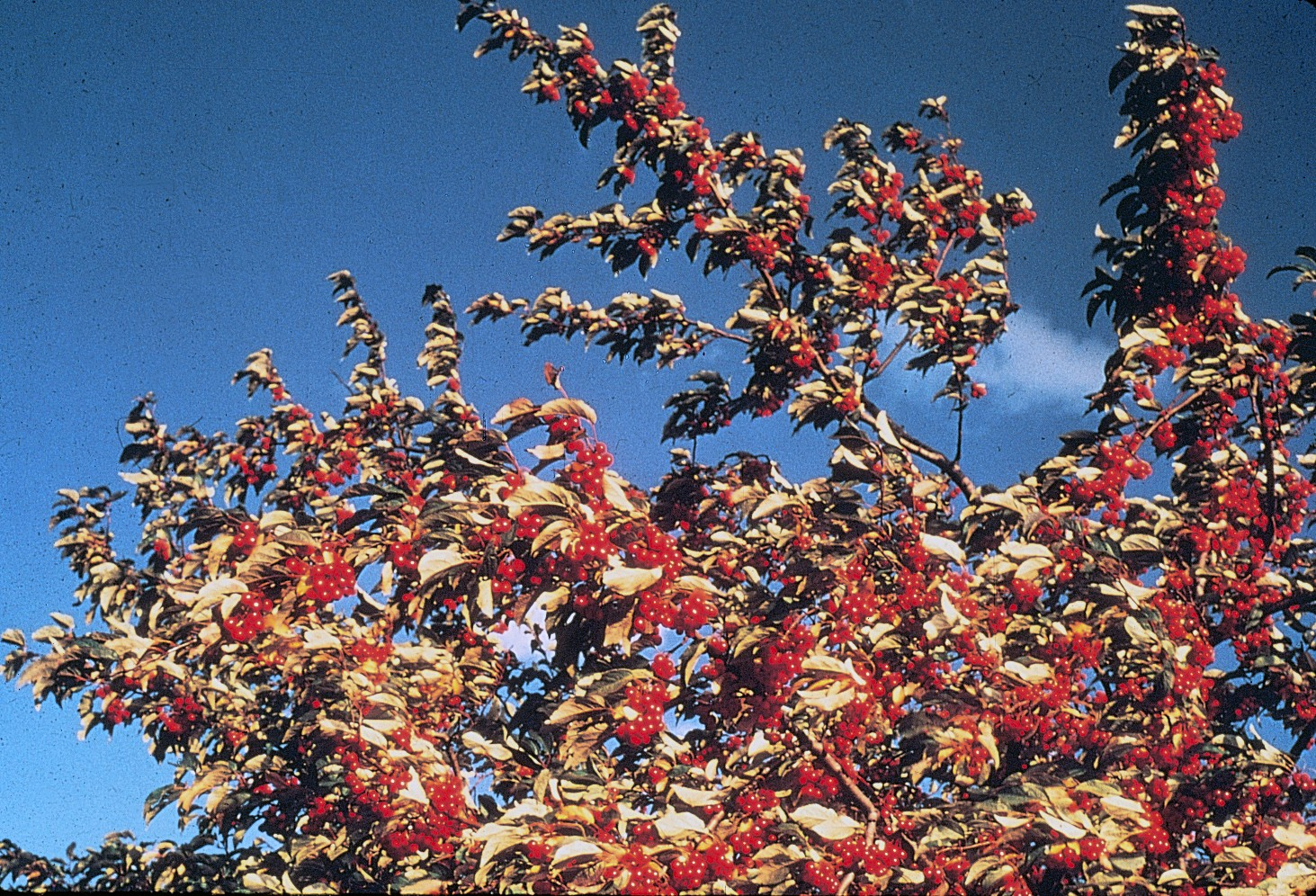
Ягоди на гілках
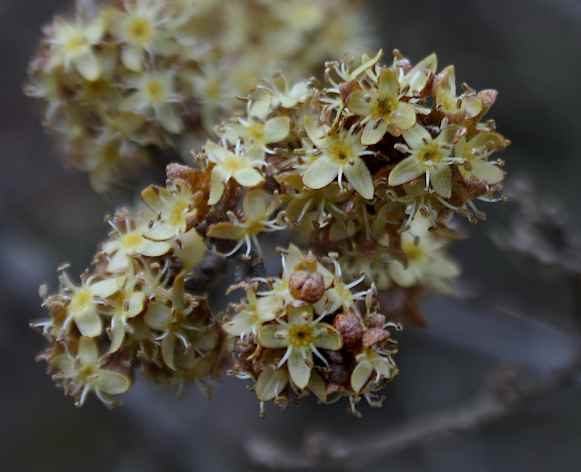
Квіти
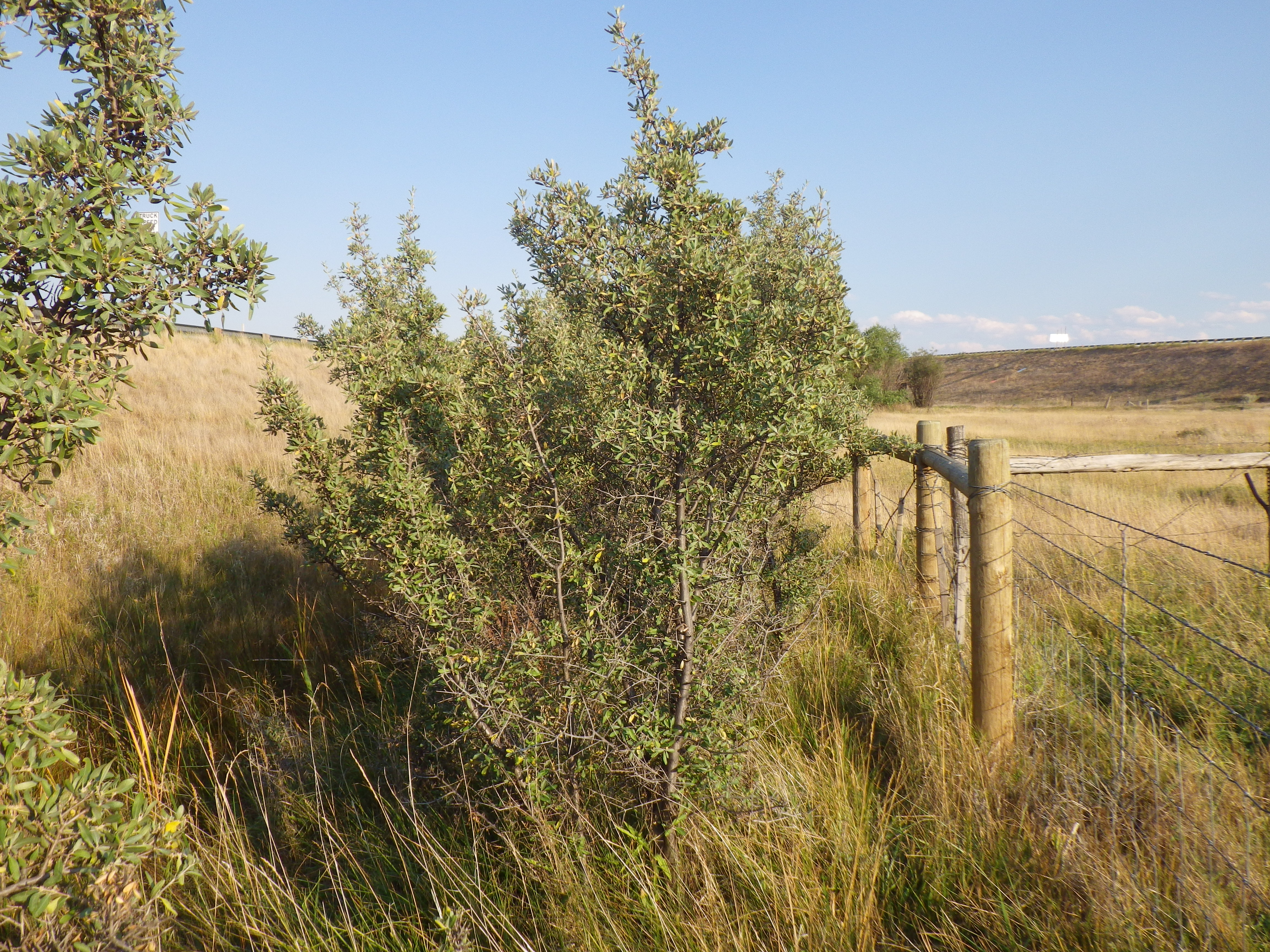
Загальний вид рослини